# Николаевка (Генический район)
Николаевка (укр. Миколаївка) — село в Генической городской общине Генического района Херсонской области Украины.
Население по переписи 2001 года составляло 578 человек. Почтовый индекс — 75572. Телефонный код — 5534. Код КОАТУУ — 6522188005.